# Millau
Millau is een plaats en gemeente in Frankrijk met op 1 januari 2022 21.859 inwoners. De plaats ligt in het departement Aveyron en is de hoofdplaats van het arrondissement Millau.
Millau ligt in het regionaal natuurpark Grands Causses en aan de samenvloeiing van de Tarn en de Dourbie. Het hooggelegen Viaduct van Millau ligt op het grondgebied en overspant de vallei over de rivier de Tarn. Van Millau naar Nant loopt een 32 kilometer lange kloof, de Gorges de la Dourbie.

## Geschiedenis

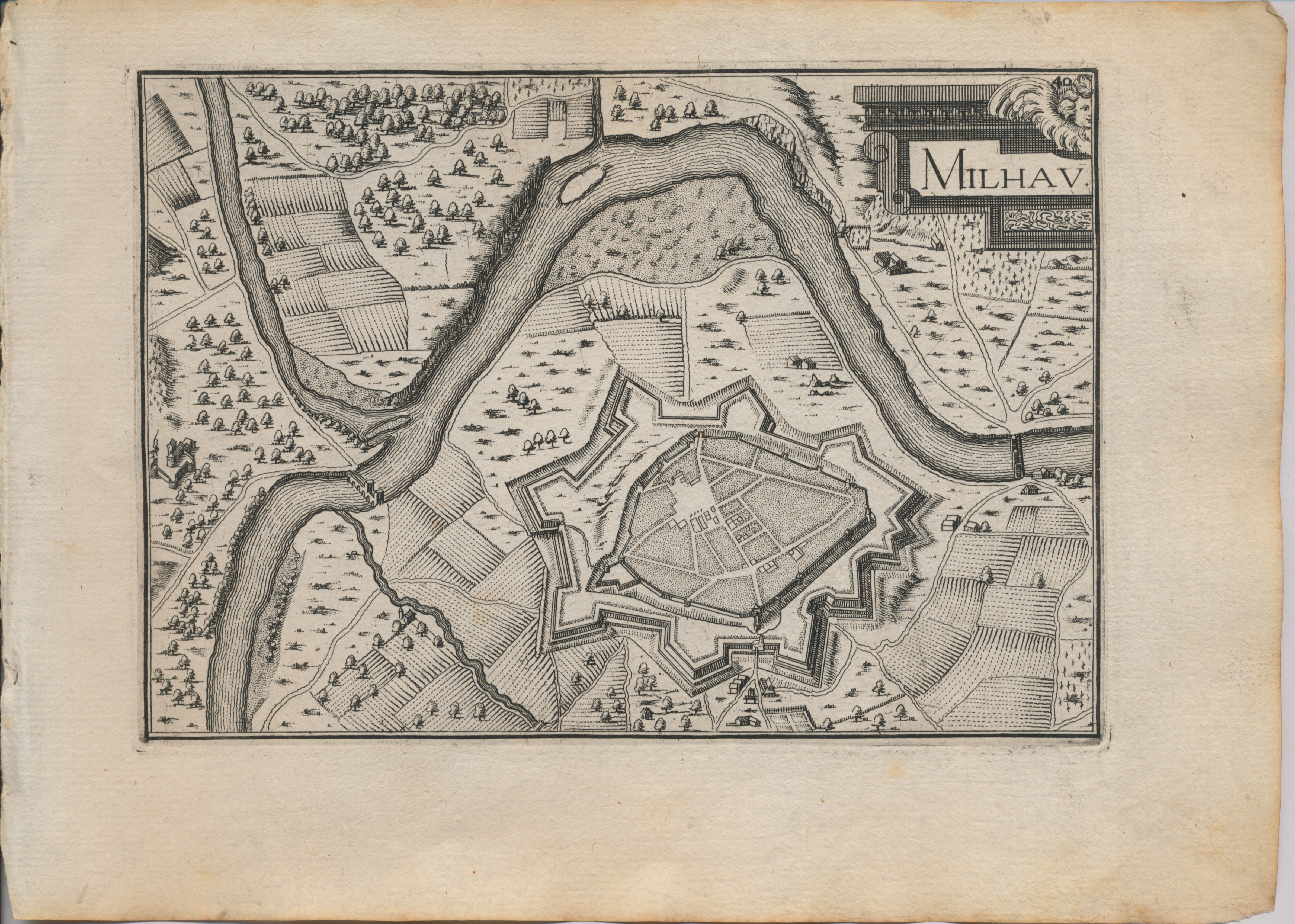
Stadsplan uit 1634

Bij de samenvloeiing van de Tarn en de Dourbie ontstond voor onze jaartelling een Gallische nederzetting, Condatomagus. Naast cultusgebouwen zijn op de archeologische site van La Graufesenque ook bijna 600 pottenbakkersateliers gevonden. Onder de naam Aemilianum bleef de plaats ook in de Gallo-Romeinse periode, tot de 2e eeuw, een religieus en handelscentrum, waar terra sigillata werd geproduceerd.
Millau werd in 1187 een gemeente bestuurd door consuls. Alfons II van Aragón verleende toen een stadscharter met privilegies aan Milau. Langs de Tarn ontstonden leerlooierijen. Tijdens de Honderdjarige Oorlog was de stad een tijd in handen van de Engelsen.
De reformatie vond veel aanhangers in Milau. In 1620 was Millau een van de protestantse steden in het Franse zuidwesten die rebelleerden tegen koning Lodewijk XIII.
Millau was een ommuurde stad. Tegen de 18e eeuw was de stadsomwalling in onbruik geraakt. De stadswallen en -grachten werden veranderd in boulevards met bomen.
In de 19e eeuw was Millau een centrum voor de bewerking van schapenhuiden en werd een productiecentrum voor lederen handschoenen. Onder de arbeiders ontstond een sterke sociale beweging.

## Geografie
De oppervlakte van Millau bedroeg op 1 januari 2022 168,23 vierkante kilometer; de bevolkingsdichtheid was toen 129,9 inwoners per km².
De onderstaande kaart toont de ligging van Millau met de belangrijkste infrastructuur en aangrenzende gemeenten.

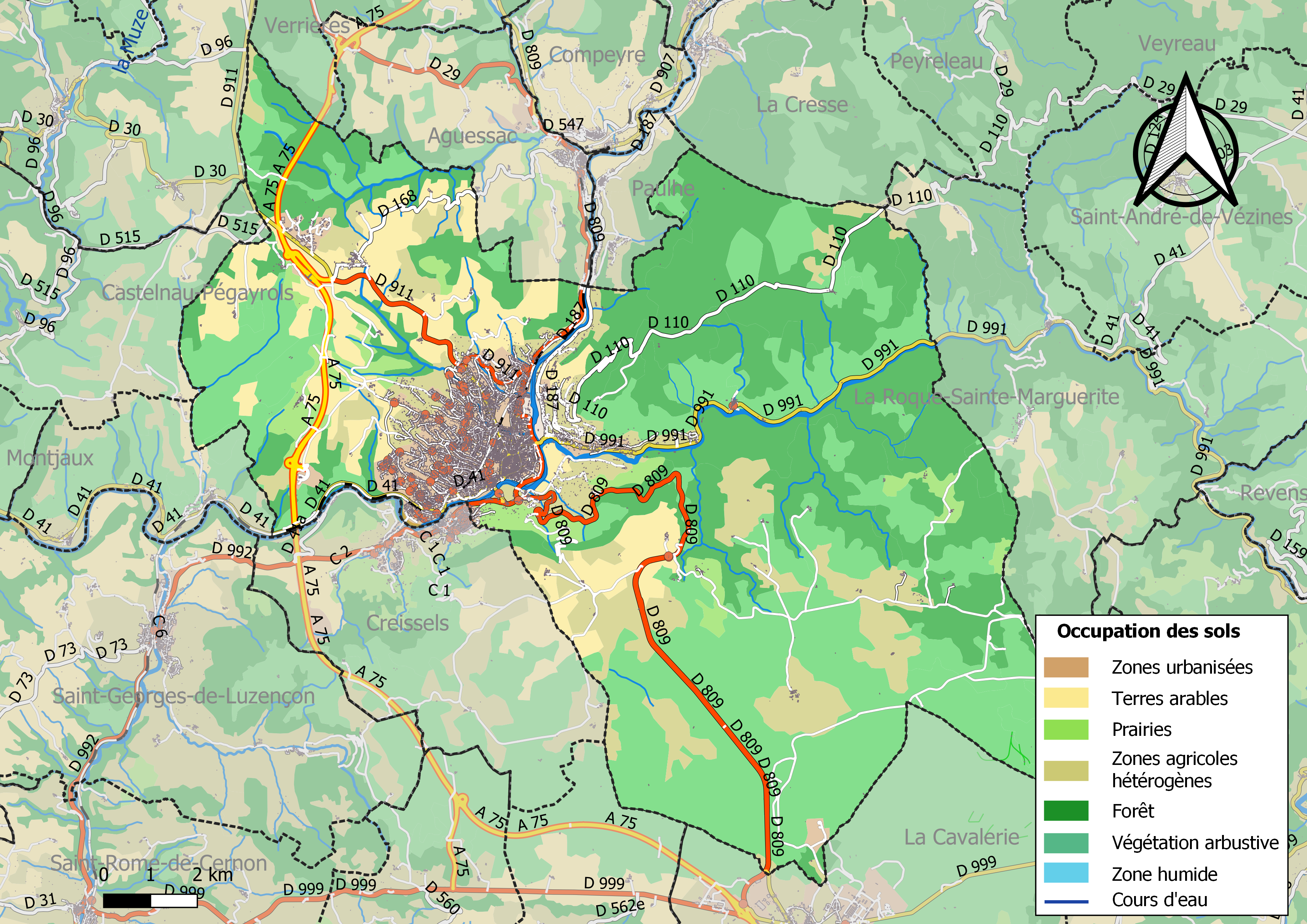

## Verkeer
In de gemeente ligt het spoorwegstation Millau.

## Demografie
Onderstaande figuur toont het verloop van het inwonertal (bron: INSEE-tellingen).

Vanwege een beveiligingsprobleem met de MediaWiki Graph-software is het momenteel niet mogelijk deze grafiek weer te geven. Zodra de software is bijgewerkt zal de grafiek vanzelf weer zichtbaar worden.

## Sport
Millau is zeven keer etappeplaats geweest in de wielerkoers Ronde van Frankrijk. Voor het laatst startte er op 4 september 2020 een etappe.
Sinds 1972 wordt elk jaar een ultraloop van 100 km georganiseerd.

## Bezienswaardigheden
De bekendste toeristische trekpleister van de stad is het Viaduct van Millau, geopend in 2004.

Het centrum van Maillau is verkeersvrij of verkeersarm. In het centrum zijn de brug over de Tarn, de kerk Notre-Dame de l'Espinasse en de 12e-eeuwse toren, Tour des rois d'Aragon, monumenten uit de middeleeuwen. De Tour des rois d'Aragon is 42 meter hoog. In de 17e eeuw werd de toren verhoogd met een achthoekige structuur waarin een uurwerk werd gebouwd. Uit de vroegmoderne tijd zijn er huizen van rijke burgers, zoals het hôtel de Sambucy. Het musée de Millau et des Grands Causses is een streekmuseum gevestigd in een 18e-eeuwse burgerwoning (hôtel de Pégayrolles) in het stadscentrum, met onder andere een collectie van de archeologische site van La Graufesenque.

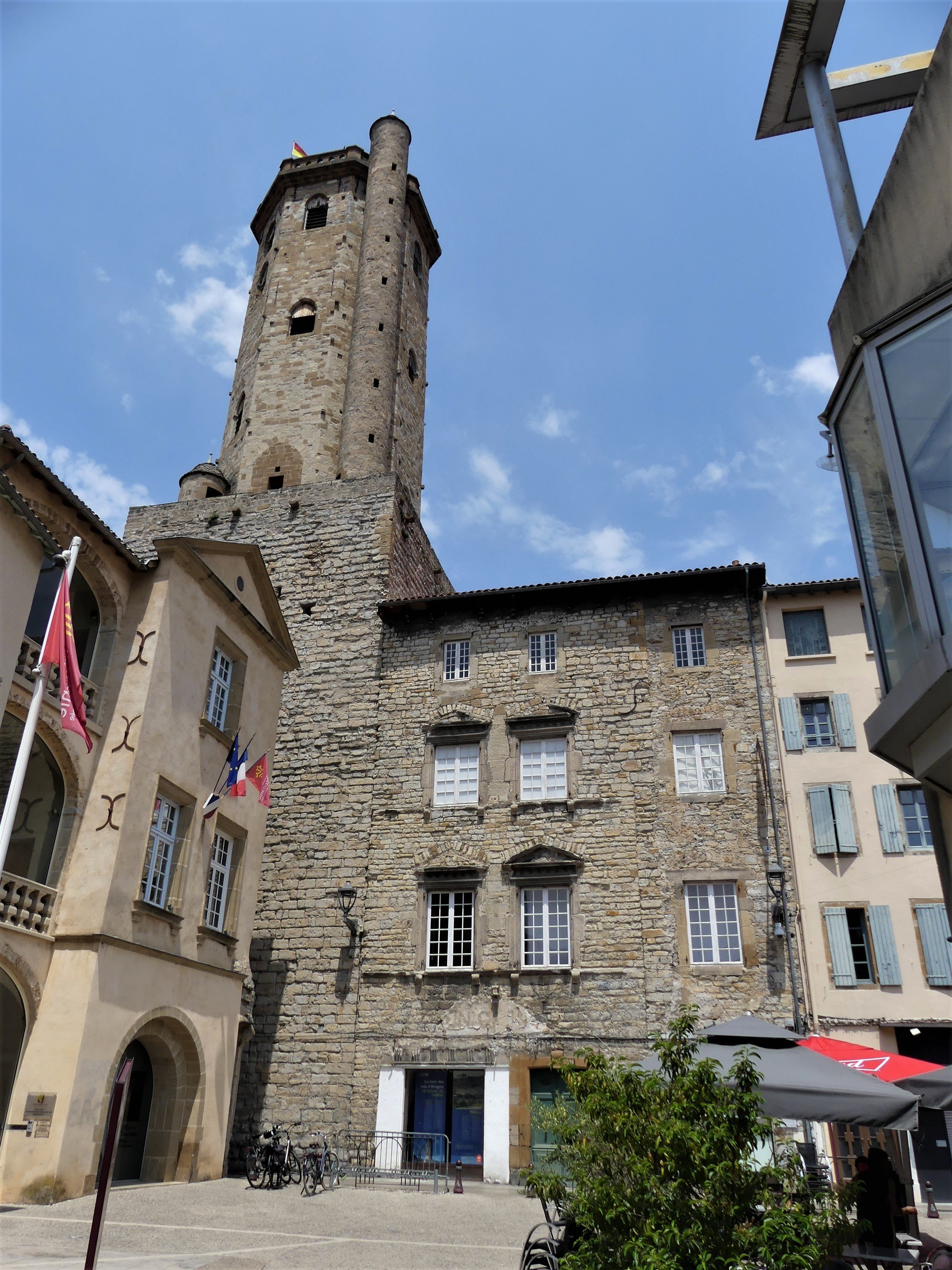
Tour des rois d'Aragon
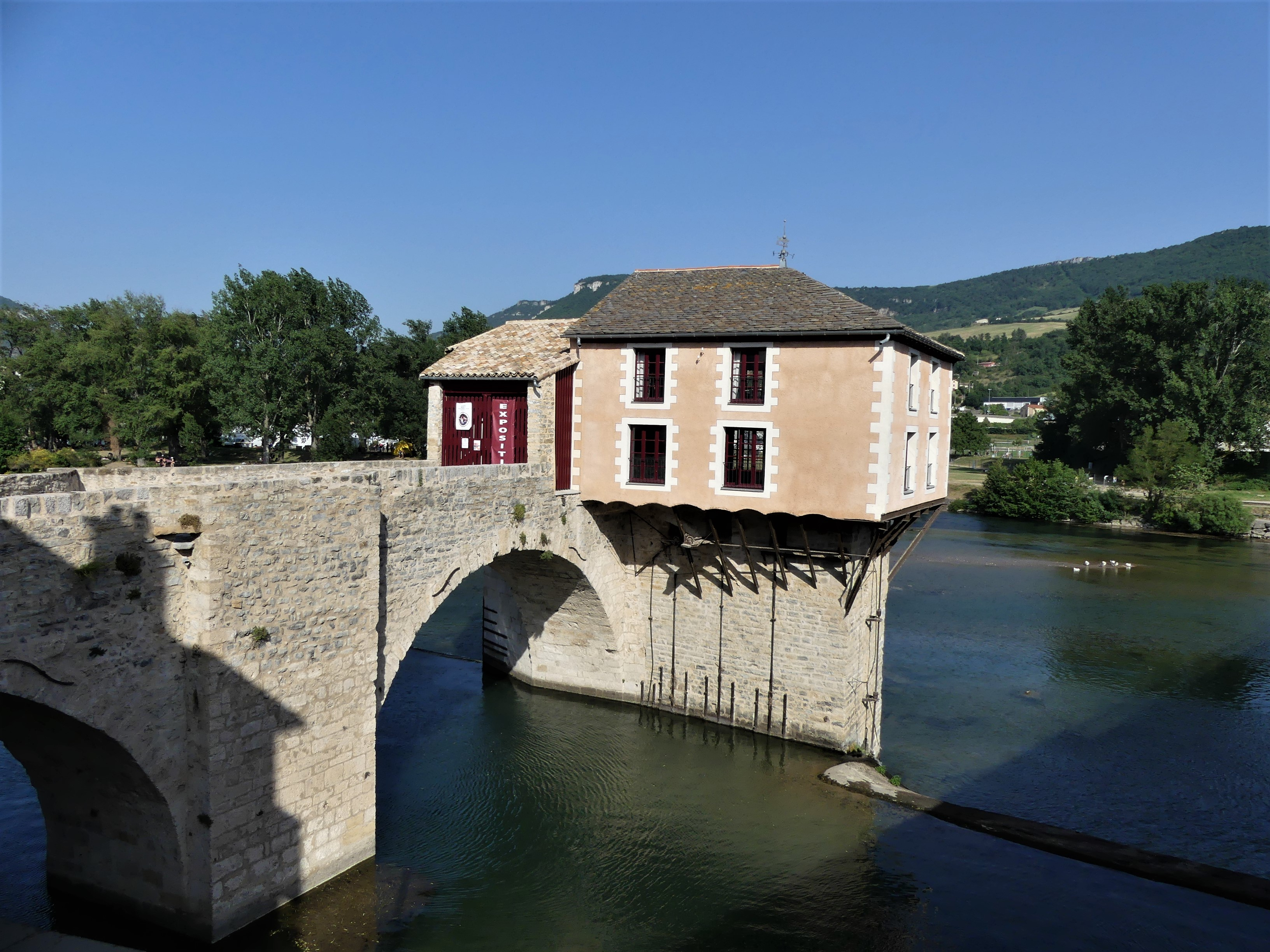
Pont Vieux
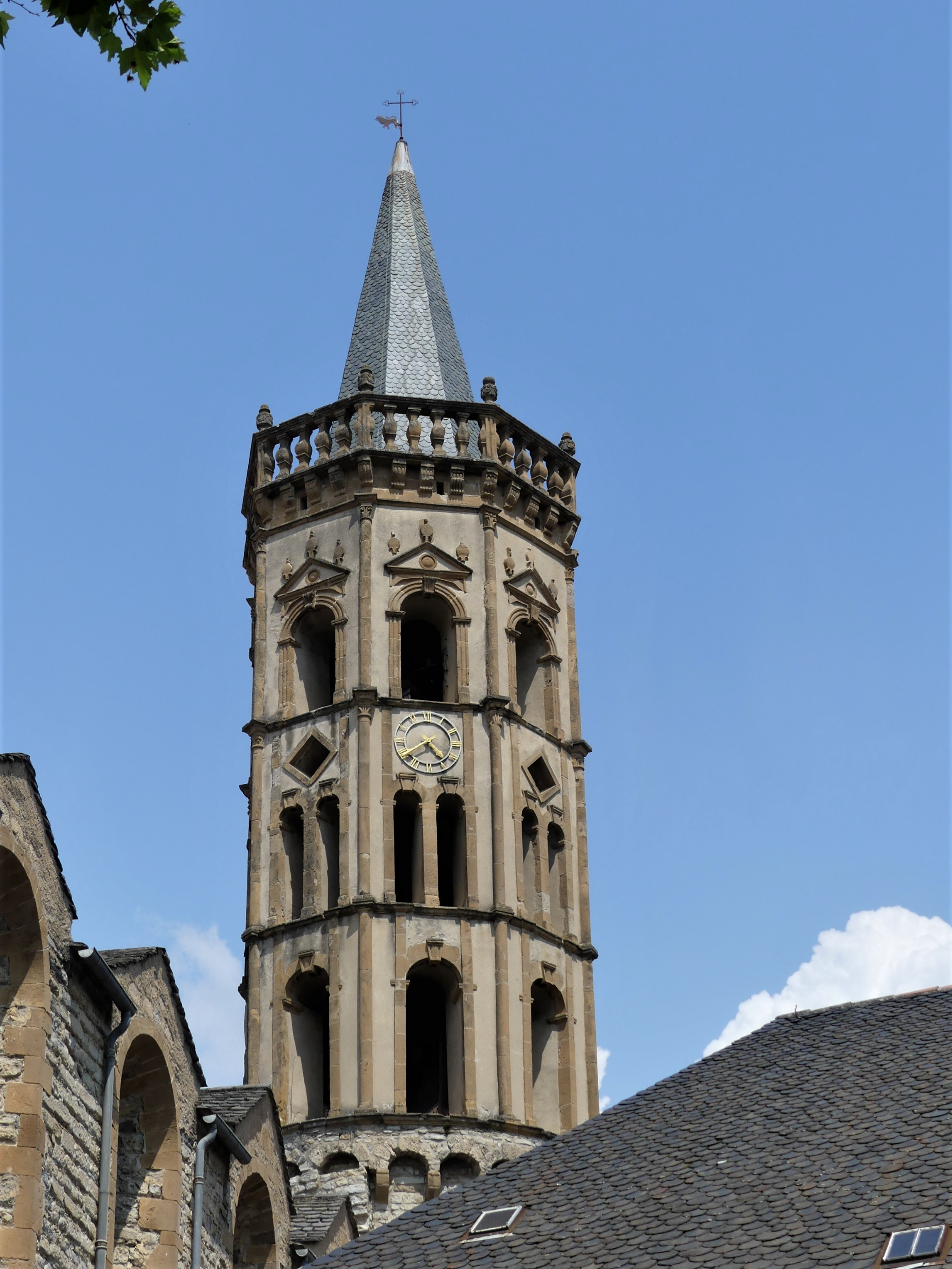
Kerktoren van de Notre-Dame de l'Espinasse
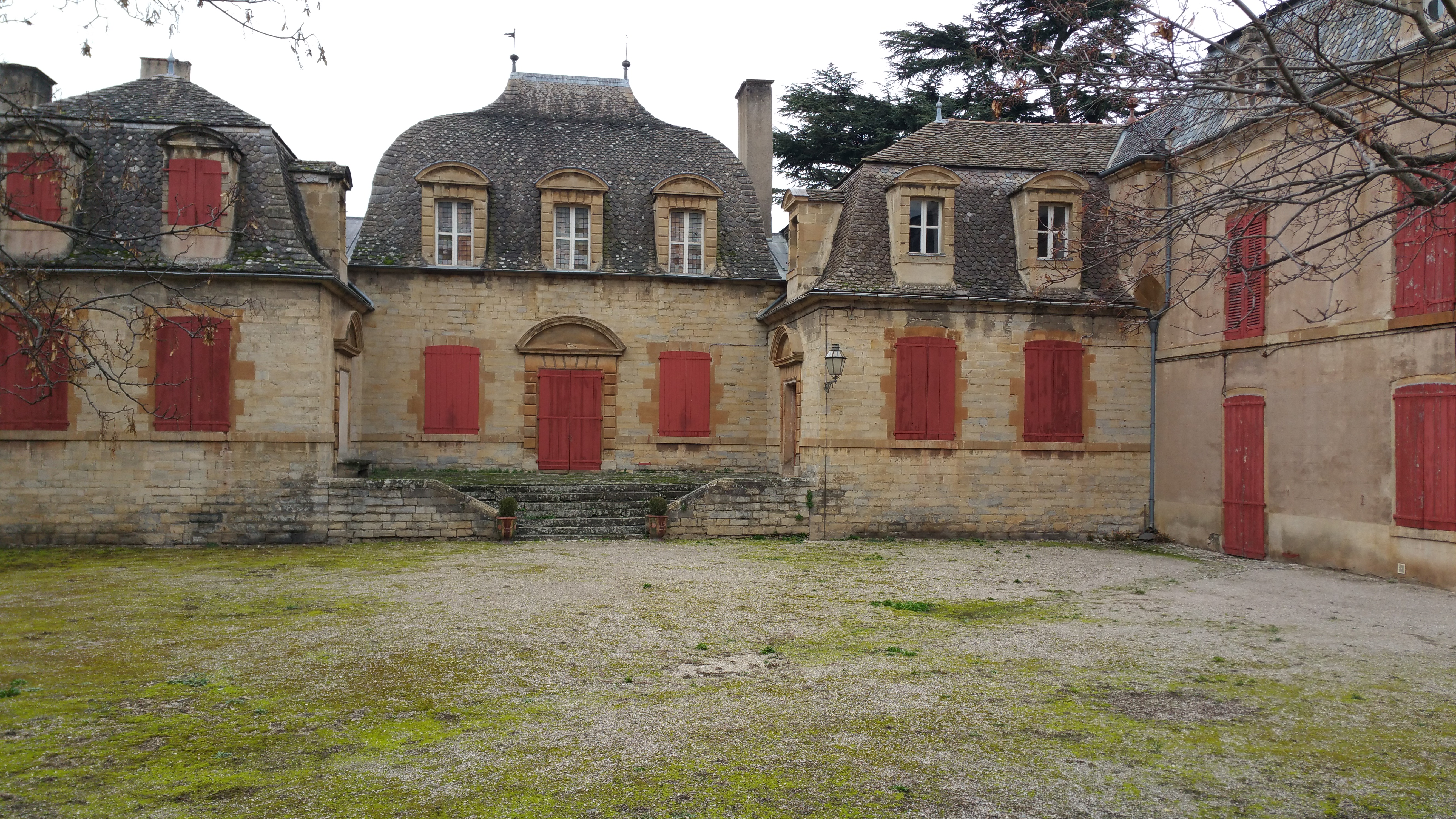
Hôtel de Sambucy
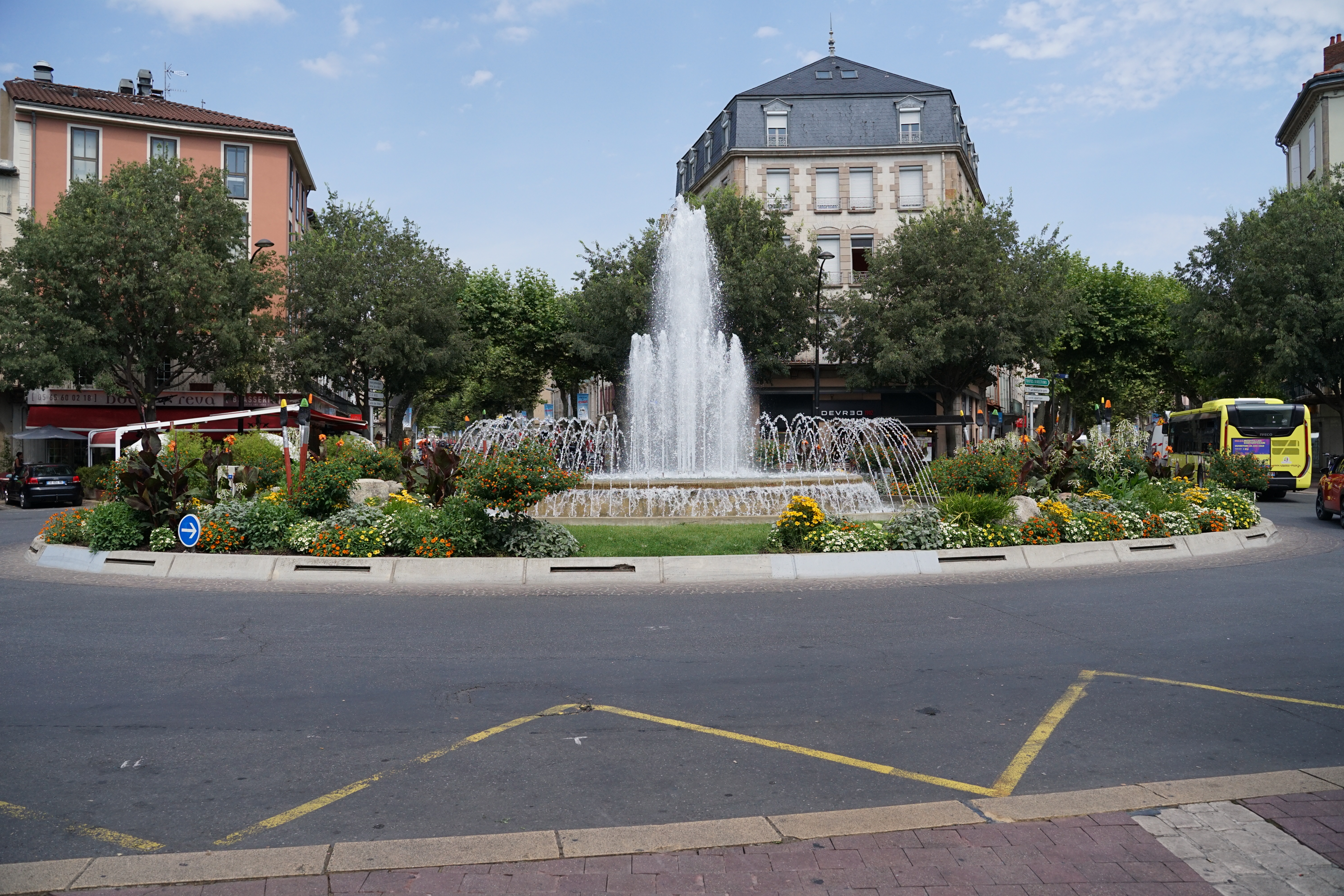
Fontein op het Place du Mandarous in Millau
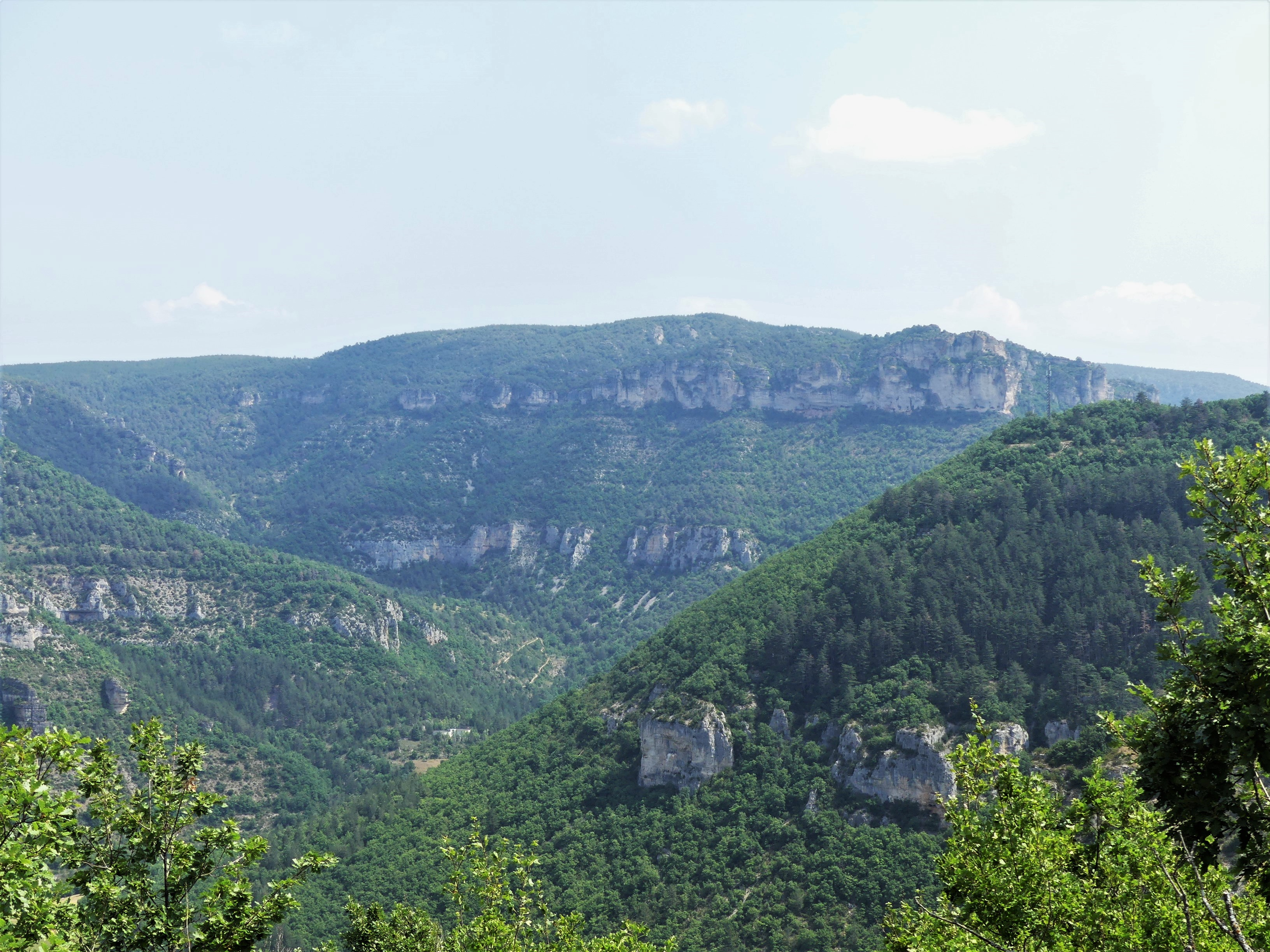
Gorges de la Dourbie
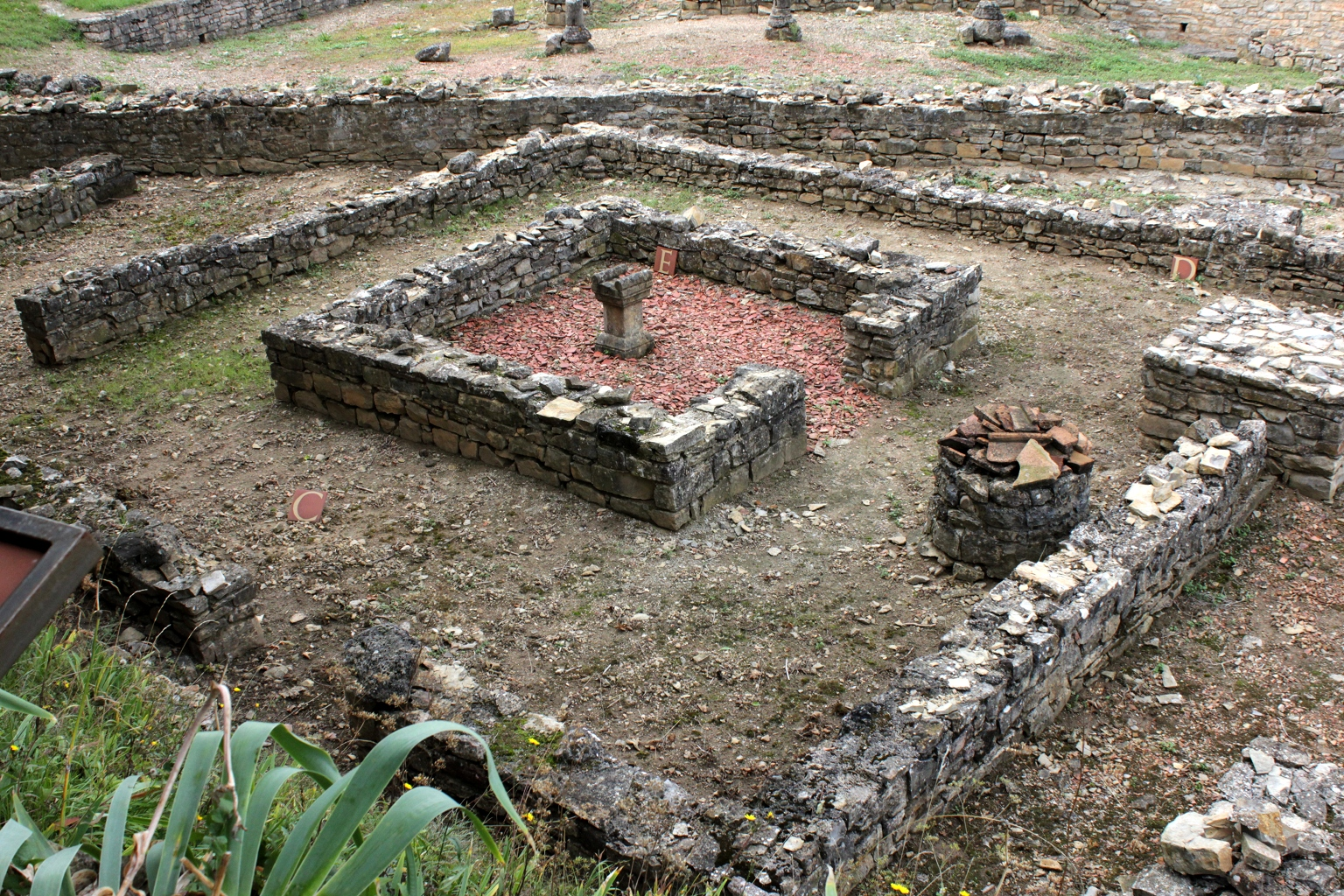
Tempel (site van La Graufesenque)

## Geboren in Millau
- Louis de Bonald (1754-1840), politicus, schrijver en filosoof
- Louis-Jacques-Maurice de Bonald (1787-1870) aartsbisschop van Lyon en kardinaal
- Achille Villa (1818-1901), bankier en burgemeester
- Louis Balsan (1903 - 1988), speleoloog, archeoloog en fotograaf